# Stazione di Luras
Stazione di Luras vasútállomás Olaszországban, Szardínia régióban, Luras településen.

## Vasútvonalak
Az állomást az alábbi vasútvonalak érintik:
- Sassari-Tempio-Palau-vasútvonal
- Monti-Tempio-vasútvonal

## Kapcsolódó állomások
A vasútállomáshoz az alábbi állomások vannak a legközelebb: 
- Stazione di Nuchis
- Calangianus train station